# Olgaea altimurana
Olgaea altimurana là một loài thực vật có hoa trong họ Cúc. Loài này được (Rech.f.) Rech.f. mô tả khoa học đầu tiên năm 1972.